# Permit (U-Boot, 1962)
Die Permit, auch USS Permit (Kennung: SSN-594), war ein atomgetriebenes Jagd-U-Boot der Thresher-Klasse der United States Navy, das zwischen 1962 und 1991 in Dienst stand.

## Geschichte
Der Auftrag, die Permit zu bauen, erging 1958 an die Mare Island Naval Shipyard, wo der Kiel des Bootes 1959 gelegt wurde. Nach einer Bauzeit von 14 Monaten lief das Schiff von Stapel und wurde nach einer Stachelmakrele getauft, die entlang der Westküsten Nord- und Südamerikas vorkommt. Die Indienststellung des Bootes war im Mai 1962. Noch vor der Indienststellung wurde die Permit vor den Farallon-Inseln von dem Frachter Hawaiian Citizen gerammt, als das U-Boot getaucht fuhr. Leichte Schäden gab es lediglich am Segel.
Die ersten Jahre verbrachte die Permit mit Testfahrten und Material- und Waffentests. Am 28. März 1963 feuerte die Permit dabei als erstes U-Boot eine Subroc, eine raketengetriebene Wasserbombe. Im Oktober 1965 folgte der erste Einsatz im Vietnamkrieg. Ab 1967 fand eine kurze, erste Überholung statt.
1969 führte die Permit eine Demonstrationsfahrt für Admirale und USAF-Generale durch. Ebenfalls an Bord: Die Senatorin Margaret Chase Smith. 1970 folgte die zweite und letzte Fahrt im Vietnamkrieg, 1971 dann die erste Nachbefüllung des Reaktors in der Bauwerft.
1974 war es die Permit, die als erstes U-Boot erfolgreich den Seezielflugkörper AGM-84 Harpoon getaucht abschießen konnte. 1982 fand eine zweite Kollision unter Beteiligung der Permit statt. Die getauchte Permit rammte die aufgetauchte La Jolla, beide U-Boote wurden leicht beschädigt. 1983, wieder in Mare Island, wurde die zweite Befüllung des Reaktors vorgenommen.
1990 wurde die Permit im Film Jagd auf Roter Oktober gezeigt. In der Szene, als Jack Ryan Skip Tylor auf einer Werft besucht, ist die Permit zu sehen. 1991 wurde die Permit schließlich außer Dienst gestellt und von September 1991 bis Mai 1993 im Ship-Submarine Recycling Program in der Puget Sound Navy Yard abgebrochen.